# Liège-Bastogne-Liège 1982
La 68e édition de Liège-Bastogne-Liège a eu lieu le 11 avril 1982 et a été remportée par l'Italien Silvano Contini.

## Déroulement de la course
Un groupe d'une douzaine d'hommes se présente au pied de la côte des Forges à 15 kilomètres du but. Dans ce groupe, se trouvent la plupart des favoris comme le Belge Roger De Vlaeminck et les Irlandais Sean Kelly et Stephen Roche. Lors de l'ascension de cette côte, quatre coureurs (les Belges Claude Criquielion et Fons De Wolf, le champion de Suisse Stefan Mutter et l'Italien Silvano Contini) faussent compagnie au reste du groupe, dévalent sur Liège et se présentent à l'arrivée sur le boulevard de la Sauvenière. De Wolf, le plus rapide sur le papier, commet une erreur par un changement de braquet inapproprié et est remonté par Contini quelques mètres avant la ligne d'arrivée.
Cette édition de la Doyenne se déroule en grande partie sous une pluie froide. Sur les 255 cyclistes qui ont pris le départ, 52 terminent la course, soit un peu plus d'un quart des partants. En outre, on note l'abandon de Bernard Hinault.

## Classement
| n° | Coureur             | Équipe        | Temps           |
| -- | ------------------- | ------------- | --------------- |
| 1  | Silvano Contini     | Bianchi       | 6 h 56 min 00 s |
| 2  | Alfons De Wolf      | Vermeer Thijs | m.t.            |
| 3  | Stefan Mutter       | Puch-Eorotex  | m.t.            |
| 4  | Claude Criquielion  | Splendor      | m.t.            |
| 5  | Tommy Prim          | Bianchi       | à 24 s          |
| 6  | Johan van der Velde | TI Raleigh    | m.t.            |
| 7  | Roger De Vlaeminck  | DAF Trucks    | m.t.            |
| 8  | Jean-Marie Grezet   | Cilo-Aufina   | m.t.            |
| 9  | Stephen Roche       | Peugeot       | m.t.            |
| 10 | Sean Kelly          | Sem-France L. | m.t.            |